# Horełki
Horełki (biał. Гарэлкі, Harełki; ros. Горелки, Goriełki) – wieś na Białorusi, w obwodzie brzeskim, w rejonie żabineckim, w sielsowiecie Krzywlany.

## Historia
W dwudziestoleciu międzywojennym wieś i folwark leżące w Polsce, w województwie poleskim, w powiecie kobryńskim, do 18 kwietnia 1928 w gminie Matiasy, następnie w gminie Żabinka. W 1921 wieś liczyła 42 mieszkańców, zamieszkałych w 8 budynkach, w tym 39 Białorusinów i 3 Rusinów. Wszyscy mieszkańcy byli wyznania prawosławnego. Folwark liczył zaś 47 mieszkańców, zamieszkałych w 4 budynkach, w tym 34 Rusinów, 7 Polaków i 6 Białorusinów. 39 mieszkańców było wyznania prawosławnego i 8 rzymskokatolickiego.
Po II wojnie światowej w granicach Związku Sowieckiego. Od 1991 w niepodległej Białorusi.